# Sphaerodactylus storeyae
Sphaerodactylus storeyae este o specie de șopârle din genul Sphaerodactylus, familia Gekkonidae, descrisă de Grant 1944. A fost clasificată de IUCN ca specie în pericol. Conform Catalogue of Life specia Sphaerodactylus storeyae nu are subspecii cunoscute.